# Callistethus antis
Callistethus antis är en skalbaggsart som beskrevs av Ohaus 1902. Callistethus antis ingår i släktet Callistethus och familjen Rutelidae. Inga underarter finns listade.